# Uropyxidaceae
De Uropyxidaceae zijn een familie van schimmels, die behoren tot de roesten. Het typegeslacht is Uropyxis.

## Geslachten
Tot de Uopyxidaceae behoren de volgende vijftien geslachten:
1. Dasyspora
2. Didymopsorella
3. Dipyxis
4. Kimuromyces
5. Leucotelium
6. Macruropyxis
7. Mimema
8. Phragmopyxi
9. Poliomopsis
10. Polythelis
11. Porotenus
12. Prospodium
13. Sorataea
14. Tranzschelia
15. Uropyxis

## In Nederland waargenomen soorten
- Genus: Ochropsora
  - Ochropsora ariae - (Bosanemoon-lijsterbesroest)
- Genus: Tranzschelia
  - Tranzschelia anemones - (Anemoon-en-ruitroest)
  - Tranzschelia discolor - (Pruimenroest)
  - Tranzschelia pruni-spinosae - (Sleedoornroest)